# Pouzaroporia subrufa
Pouzaroporia subrufa — вид грибів, що належить до монотипового роду  Pouzaroporia.